# Johan Veeninga
Johan Veeninga (Haarlem, 1915 – 1 mei 1966) was adjunct-hoofd van uitgeverij De Arbeiderspers en geldt als een van de bedenkers van de serie Privé-domein.

## Biografie
Veeninga werd geboren in een arm gezin in Haarlem. Studeren kon niet en hij werd onderwijzer. Gedurende de crisisjaren was hij actief in de NBAS, de bond van de studerende jeugd die alcohol afwees, waarvan hij enkele jaren voorzitter was. In deze tijd veranderden zijn opvattingen over het militarisme en toen hij in 1939 voor de mobilisatie werd opgeroepen, weigerde hij dienst. Zijn bezwaren werden niet erkend en hij bracht een langdurige straftijd door in de rijkswerkinrichting in Veenhuizen.
In de oorlogsjaren raakte hij betrokken bij het verzet. Hij bracht Joodse Nederlanders over de grens, waarbij "De Buyssche Hei", het landhuis van Henriëtte Roland Holst nabij Zundert, een vertrekpunt was. Verscheidene malen ontsnapte hij aan arrestatie. In de hongerwinter werd hem opgedragen de WA-commandant van Haarlem te liquideren. Zijn schot was raak, maar niet dodelijk.
Na de bevrijding werkte hij op de publiciteitsafdeling van de ANWB. In december 1952 stapte hij over naar uitgeverij De Arbeiderspers, waar hij in februari 1961 adjunct-hoofd werd. Onder het pseudoniem C. van Akersloot stelde hij enkele bundels samen. Hij vertaalde poëzie van Ogden Nash.
Hij geldt als een van de bedenkers van de nog steeds bestaande reeks Privé-domein, waarin autobiografieën, dagboeken en brieven van schrijvers worden uitgegeven.
Tijdens een kampeervakantie in Lalinde (Dordogne, Frankrijk) in de zomer van 1965 kreeg Veeninga van zijn vriend Hans van Straten het idee aangereikt boeken uit te geven vergelijkbaar met de serie La Domaine Privé van uitgeverij Éditions du Cap. Van Straten had op weg naar de Dordogne Parijs aangedaan en toonde Veeninga in Lalinde, net als Veeninga gezeten op een krap kampeerstoeltje, zijn oogst aan boeken, waaronder een uit de bovengenoemde serie.
Johan Veeninga kwam op 50-jarige leeftijd om het leven bij een auto-ongeluk, waarbij ook zijn 18-jarige zoon Duco omkwam.